# Глуховский, Самуил Давидович
Самуил Давидович Глуховский, известен также под именем Семён и в варианте отчества Давыдович (1911, Речица, Минская губерния — 1995, Москва) — советский журналист, писатель и драматург.

## Биография
Родился 11 января (по другим данным, 23 января) 1911 года в Речице (ныне в Гомельской области Белоруссии) в еврейской семье. По воспоминаниям земляка, Натана Гутова, у Самуила было две сестры и три брата, отец был старостой синагоги.
Самуил с детства увлекался литературой и в 16-летнем возрасте приехал в Москву учиться на писателя. В Литературный институт не был принят по малолетству и год отработал автослесарем вциковского гаража (размещавшегося в здании манежа). В 1928 году по комсомольской путёвке был направлен в Монголию на строительство автозавода. Во время восстания лам охранял советское посольство в Улан-Баторе.
В 1936 году окончил Литературный институт имени А. М. Горького. Член ВКП(б) с 1941 года. Сотрудничал в газете ОСОАВИАХИМа.
Участник Великой Отечественной войны. С 24 июня 1941 служил в особом отделе НКВД, писал листовки. С сентября 1942 года — корреспондент-организатор в газете «Мужество» 27-й армии, майор. В одной из частей познакомился с командиром взвода, имевшим высшее литературное образование — будущим известным писателем Сергеем Смирновым — и способствовал переводу его в редакцию газеты. По мнению А. П. Нилина, таким образом Глуховский спас Смирнову жизнь.
Награждён двумя орденами Отечественной войны II степени (1945, 1985), орденом Красной Звезды (1944), медалью «За победу над Германией в Великой Отечественной войне 1941—1945 гг.».
После демобилизации работал журналистом. Член Союза писателей СССР с 1958 года. Лауреат премий Союза писателей СССР и ВЦСПС (1972).
Похоронен в колумбарии Ваганьковского кладбища (39 секция).
Сыновья — инженер и писатель Геннадий Глуховский (1936—2016), инженер Аркадий Глуховский (род. 1942), специалист по автоматизированным системам.

### Проза
- Роль и задачи массовых оборонных организаций в укреплении обороны Советского Союза. — Одесса: Одес. обл. совет Осоавиахима, 1940. — 12 с.
- Массовая оборонная работа профсоюзов. — М.: Профиздат, 1941. — 56 с.
- Роль и задачи массовых оборонных организаций в укреплении обороноспособности Советского Союза. — Ростов-на-Дону: Изд-во Рост. обл. совета Осоавиахима, 1941. — 32 с.
- За Отчизну! : (Очерки о партизанах-осоавиахимовцах). — М.: ЦС Союза Осоавиахим СССР, 1947. — 79 с.
- Аэроклуб. — М.: Изд-во ДОСАРМ, 1950. — 36 с.
- Герой Советского Союза И. Л. Григорьев. — М.: Воен. изд-во, 1950. — 56 с. — (Герои Великой Отечественной войны).
- Герой Советского Союза М. В. Морковин. — М.: Воен. изд-во, 1951. — 62 с. — (Герои Великой Отечественной войны).
- Герой Советского Союза С. Ф. Лиховидов. — М.: Воен. изд-во, 1952. — 52 с. — (Герои Великой Отечественной войны).
- Герой Советского Союза Иван Николаев. — М.: Воениздат, 1953. — 64 с. — (Герои Великой Отечественной войны).
- Saperska droga (пол.) / Tłum. M. Wroblewski. — Warszawa: M-wo obrony narodowej, 1953. — 93 с. — (Biblioteka żołnierza. Ser. a 3. Opowiadania o walce i pracy; 53).
- Герой Советского Союза В. А. Лынник. — М.: Воениздат, 1954. — 59 с. — (Герои Великой Отечественной войны).
- Золотая Звезда : Очерки о Героях Советского Союза. — М.: Воениздат, 1954. — 208 с.
- В грозный час. — М.: Изд-во ДОСААФ, 1956. — 135 с. — очерки о подвигах патриотов Осоавиахима.
- Подвиг известного солдата. — М.: Мол. гвардия, 1956. — 206 с. — рассказы.
- Неукротимое сердце. — М.: Воениздат, 1957. — 49 с. — (Библиотечка журнала «Советский воин»; № 18 (325)).
- Суровая судьба : биографическая повесть. — М.: Воениздат, 1958. — 111 с. — о лётчике Герое Советского Союза Л. Г. Белоусове.
- Добрая слава : Рассказы о людях ратного подвига. — М.: Воениздат, 1959. — 320 с.
- Их было трое. — М.: Изд-во ДОСААФ, 1959. — 64 с. — очерки.
- Быль о зеленом «козлике» : очерк. — Ульяновск: Ульяновское кн. изд-во, 1960. — 20 с. — об испытании на выносливость вездехода «ГАЗ-69» в Индонезии.
- Остров Людникова. — М.: Воениздат, 1961. — 108 с. — (Герои-современники).
- Дамба Шевчука : Рассказы-были. — М.: Воениздат, 1963. — 48 с. — (Библиотечка журнала «Советский воин»; № 21 (472)).
- Когда вырастали крылья. — М.: Воениздат, 1965. — 156 с. — о П. И. Баранове.
- Иду за отцом : Повести. — М.: Воениздат, 1968. — 278 с. — включает повести «Не забывай зарю», «Суровая судьба».
- Пароль «Победа» : Докум. очерки. — М.: Изд-во ДОСААФ, 1978. — 127 с.
- Ответственный рядовой : Роман. — М.: Советский писатель, 1980. — 319 с.

### Драматургия
- Дом, который мы покидаем : Драма в 2 д., с прологом и эпилогом. — М.: Искусство, 1966. — 55 с. — (Репертуар художественной самодеятельности; № 3).

### Литературная редакция
- Григорьев И. Л. Снайпер. — М.: Изд-во ДОСАРМ, 1949. — 40 с. — (Военные специальности).
- Леонов В. Н. Лицом к лицу : Воспоминания морского разведчика в лит. записи С. Глуховского. — М.: Воениздат, 1956. — 152 с.
- Людников И. И. Дорога длиною в жизнь. — М.: Воениздат, 1969. — 180 с.